# Eric Clapton
Eric Patrick Clapton, angleški blues - rock kitarist, * 30. marec 1945, Ripley, Surrey (Združeno kraljestvo).

## Življenje in delo
Eric se je rodil kot nezakonski sin kanadskemu vojaku Edwardu Walterju Fryerju in angleški najstnici Patricii Molly Clapton. Vzgajala sta ga babica Rose Clapton in krušni ded Jack Clapp. Prvo kitaro je dobil pri šestnajstih letih. Pri osemnajstih pa je že igral v glasbeni skupini The Yardbirds. Skupino je zapustil, ko je skupina ubrala bolj popovsko usmeritev, kar Claptonu, kot bluesovskemu puristu ni bilo všeč. Leta 1965 se je pridružil skupini John Mayal Bluesbreakers, v kateri je zaslovel. Kariero je nadaljeval v skupini Cream, v kateri je kljub kratkemu obdobju dosegel svetovno slavo in s tem delom vplival tudi na Jimija Hendrixa. V naslednjem obdobju je posnel album s skupino Blind Faith in solo album. Prelomnico pa je pomenil album Layla z zasedbo Derek and The Dominos. Kasneje se je za tri leta umaknil s scene zaradi težav z drogo. Po koncertu v Rainbow teatru (organiziral ga je Pete Townshend) pa se je vrnil na sceno. Od leta 1975 ima uspešno solo kariero, v kateri je sodeloval z B.B. Kingom, Robertom Crayem, Zuccherom, Santano in drugimi. Danes je Eric Clapton eden najvplivnejših blues kitaristov.
Eno svojih najlepših pesmi Tears In Heaven je napisal za svojega štiriletnega sina Conorja, ki je tragično preminul pri padcu iz 53. nadstropja stolpnice.